# Władimir Leontjew
Władimir Michajłowicz Leontjew, ros. Владимир Михайлович Леонтьев (ur. 2 kwietnia?/14 kwietnia 1894 w Moskwie, zm. 29 października 1959 w Obermenzing) – rosyjski wojskowy, a następnie emigracyjny działacz i duchowny prawosławny, kapelan wojskowy 1 Dywizji Piechoty Sił Zbrojnych Komitetu Wyzwolenia Narodów Rosji pod koniec II wojny światowej.
Ukończył 1 moskiewski korpus kadetów, zaś w 1914 Korpus Paziów. Służył w lejbgwardii Pułku Husarzy. 
Brał udział w I wojnie światowej. Doszedł do stopnia sztabsrotmistrza. W 1918 r. wstąpił do Kijowskiej Ochotniczej Drużynie Oficerskiej. Na pocz. 1919 r. przeszedł do Armii Północno-Zachodniej gen. Nikołaja N. Judenicza. Od maja tego roku służył w 3 Batalionie Oddziału Liwienskiego. Od sierpnia 1919 r. był oficerem 3 Pułku Strzeleckiego 5 Dywizji (Liwienskiej). W grudniu tego roku przeszedł do 19 Połtawskiego Pułku Piechoty. Doszedł do stopnia rotmistrza. 
Po klęsce wojsk Białych w styczniu 1920 r., wyjechał do Francji. Zamieszkał w Paryżu, a następnie żył w Nicei. Był członkiem organizacji i stowarzyszeń emigracyjnych. Potem wyjechał do Czechosłowacji, gdzie został duchownym prawosławnym. W I poł. lat 30. wraz z mnichami św. Pantalejmona odbył podróż misjonarską po krajach Europy zachodniej i środkowej. Następnie został zastępcą opata klasztoru we Władimirowej na Rusi Zakarpackiej. Stał się archimandrytą Hiobem. W 1938 r. otrzymał tytuł jeromonacha. W sierpniu 1944 r., kiedy Armia Czerwona zbliżała się do Słowacji, ewakuował się do Niemiec. W grudniu tego roku został kapelanem wojskowym w nowo formowanej 1 Dywizji Piechoty Sił Zbrojnych Komitetu Wyzwolenia Narodów Rosji. Po zakończeniu wojny zamieszkał w Monachium, gdzie stanął na czele miejscowego bractwa monachów.